# Louis Bach
Louis Bach (París, 14 d'abril de 1883 – Servon-Melzicourt, Marne, 16 de setembre de 1914) va ser un futbolista francès que va prendre part en els Jocs Olímpics de París de 1900. A París guanyà la medalla de plata com a membre de la selecció francesa, representada per la Union des sociétés françaises de sports athlétiques.
Soldat de 2a classe del 128è regiment d'infanteria, morí al camp de batalla durant la Primera Guerra Mundial.